# Baorini
De Baorini zijn een geslachtengroep van vlinders van de familie van de dikkopjes (Hesperiidae), van de onderfamilie van de Hesperiinae.

## Geslachten
- Baoris Moore, 1881
- Borbo Evans, 1949
- Brusa Evans, 1937
- Caltoris Swinhoe, 1893
- Gegenes Hübner, 1819
- Iton de Nicéville, 1895
- Parnara Moore, 1881
- Pelopidas Walker, 1870
- Polytremis Mabille, 1904
- Prusiana Evans, 1937
- Pseudoborbo Lee, 1966
- Tsukiyamaia Zhu, Chiba & Wu, 2016
- Tulsia Grishin, 2023
- Zenonia Evans, 1935
- Zinaida Evans, 1937